# 福壽實業
福壽實業股份有限公司（簡稱福壽），是一家台灣的食品企業，最初為1920年由洪斗等六兄弟於台中沙鹿共同創立的榨油廠，1955年設立「洽發製油廠股份有限公司」，1985年改名為「福壽實業股份有限公司」。

## 簡介
福壽集團相關產品，包括食用油、寵物食品、穀物食品。
畜產相關產業是從飼料、契養、屠宰到加工的經營模式。

## 企業沿革
- 1920年，洪斗六兄弟(洪介、洪鄭、洪笨、洪不、洪掛)於沙鹿鎮居仁里創設榨油廠。
- 1955年，改組創立「洽發製油廠股份有限公司」。
- 1961年，建立沙拉油精煉廠。
- 1965年，公司名稱改為「洽發實業股份有限公司」，登記「福壽牌」作為商標，並增建飼料廠生產家畜禽配合飼料。
- 1985年，公司名稱改為「福壽實業股份有限公司」。
- 1990年，股票於臺灣證券交易所掛牌上市(臺證所：1219)。
- 1992年，於大陸廈門設立「廈門福壽食品有限公司」
- 2004年，成立「廈門福壽寵物用品有限公司」。
- 2008年，成立電商平台-福壽易購網（現已改名為福壽百貨店）[6]。
- 2013年，成立「洽富實業股份有限公司 （页面存档备份，存于）」。
- 2014年，成立「生技發展中心」。
- 2017年，台中港建立自動化倉儲物流中心。
- 2018年，開始AI智慧製造轉型[3]。
- 2020年，獲得第17屆臺灣金根獎[7]。

## 關係企業
- 洽富實業股份有限公司 （页面存档备份，存于）[8]
- 福壽新實業股份有限公司
- 萬集盛農業科技股份有限公司
- 廈門福壽食品有限公司
- 廈門福壽寵物用品有限公司

## 外部連結
- 福壽實業福壽實業股份有限公司官網 （页面存档备份，存于）
- 福壽百貨店 （页面存档备份，存于）
- 福壽實業企業社會責任網站 （页面存档备份，存于）